# Lukács János (rendőrtiszt)
Lukács János (Hódmezővásárhely, 1954. május 3. – 2022. szeptember 21.) magyar kézilabdázó, rendőr vezérőrnagy, rendőrségi főtanácsos, 1997-2017 között Csongrád megyei rendőrfőkapitány, címzetes egyetemi docens.

## Tanulmányai
A Szegedi József Attila Tudományegyetem Állam- és Jogtudományi Karán szerzett diplomát 1982-ben. 1985-ben elvégezte a Rendőrtiszti Főiskola átképző szakát. 1989-ben jogi szakvizsgát tett.

## Sportolói pályafutása
Élete sokáig a sport körül forgott. Kézilabdázóként a Debrecen kézilabdacsapatával magyar bajnok volt, majd Szegedre igazolt és a Szegedi Volánnal – a Pick Szeged jogelődjével – bajnoki bronzérmes és kétszeres kupagyőztes lett. 

## Szakmai karrierje
1972-77 között polgári alkalmazottként dolgozott a Hajdú-Bihar Megyei Rendőr-főkapitányságon. 1982 óta a Csongrád Megyei Rendőr-főkapitányságon teljesített szolgálatot. 1982-85 között a Szegedi Rendőrkapitányság Bűnügyi Osztály Vizsgálati Alosztályán beosztott vizsgálóként, majd csoportvezetőként, 1985-91 között a Csongrád Megyei Rendőr-főkapitányság Vizsgálati osztályán kiemelt fővizsgálóként, csoportvezetőként, majd osztályvezetőként, 1991-97 között a Csongrád Megyei Rendőr- főkapitányságon a főkapitány bűnügyi helyetteseként, majd bűnügyi igazgatóként, 1997-től főkapitányként dolgozott, ezredesi rendfokozatban, rendőrségi főtanácsosi címmel. 2017-ben nyugdíjba vonult.
1991 óta a Szegedi József Attila Tudományegyetem Állam- és Jogtudományi Kar Büntetőjogi és Büntető Eljárásjogi Tanszékének külső előadója, címzetes egyetemi docens. Speciális kollégiumának témája: Fejezetek a kriminalisztika köréből. Elnökként tagja az államvizsga bizottságnak.
Rendszeresen publikált különböző szaklapokban. 2004 óta tagja a Belügyi Szemle című folyóirat szerkesztő-bizottságának.

## Kitüntetései
- 2012 Év Rendőre cím
- 2012 Pro Facultate Emlékplakett
- 2013 Szent György érdemjel
- 2014 Csongrád megye díszpolgára
- 2017 Magyar Érdemrend Tisztikeresztje
- 2017 Bem-szablya

## Magánélete
1981 óta nős, felesége pedagógus, három gyermekük és egy unokájuk van.

## Külső hivatkozások
- Életrajza, Police.hu
- Nyugdíjba vonul a megyei főrendőr Archiválva 2017. december 1-i dátummal a Wayback Machine-ben, Szeged.hu, 2017. november 29.
- Vezérőrnaggyá léptették elő a főkapitányt Archiválva 2017. október 22-i dátummal a Wayback Machine-ben, Szeged.hu, 2017. október 19.
- Lukács János Csongrád megye díszpolgára Archiválva 2014. február 8-i dátummal a Wayback Machine-ben, SzegedMa.hu, 2014. február 7.
- Lukács János Csongrád megye új díszpolgára Archiválva 2014. február 9-i dátummal a Wayback Machine-ben, Délmagyarország, 2014. február 7.
- Három kérdés Lukács János dandártábornoknak Archiválva 2014. február 22-i dátummal a Wayback Machine-ben, Délmagyarország, 2013. május 4.
- Elismerték dr. Lukács János r. dandártábornok munkásságát, Promenad.hu, 2012. július 16.
- Az Év rendőre: dr. Lukács János Archiválva 2014. február 21-i dátummal a Wayback Machine-ben, SzegedHír24, 2012. május 23.